# Protortonia cacti
Protortonia cacti är en insektsart som först beskrevs av Carl von Linné 1758.  Protortonia cacti ingår i släktet Protortonia och familjen pärlsköldlöss. Inga underarter finns listade i Catalogue of Life.